# Merano

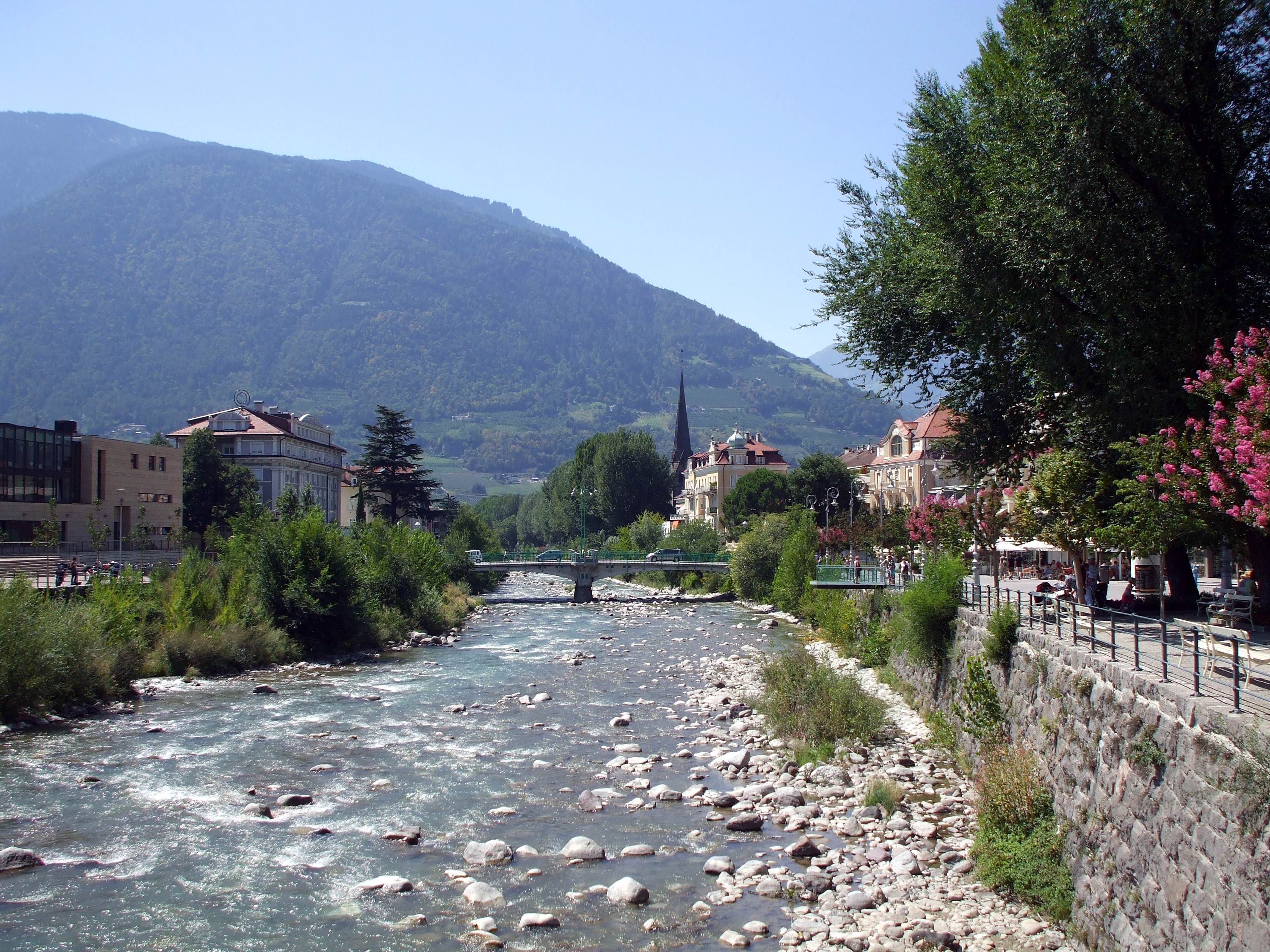
Widok na rzekę Passirio

Merano (niem. Meran, lad. Maran) – miasto i gmina we Włoszech, w regionie Trydent-Górna Adyga, w prowincji Bozen-Tyrol Południowy. Jest popularnym uzdrowiskiem i ośrodkiem turystycznym.

## Podział administracyjny
W skład miasta, oprócz Merano właściwego (nazywanego często „Altstadt”) wchodzą następujące dzielnice: Gratsch (Quarazze), Obermais (Maia Alta), Untermais (Maia Bassa), Labers i Sinich (Sinigo). Trzy pierwsze dzielnice do grudnia 1923 r. były niezależnymi gminami.
Podobnie jak w przypadku Bolzano w mieście nie obowiązuje podział na frazioni. Jako frazione do Merano na mocy królewskiego Dekretu nr 550 z 23 kwietnia 1931 zostało włączone Hafling, które dopiero w oparciu o zapisy Ustawy Regionalnej nr 7 z 18 maja 1957 odzyskało niezależność.

## Geografia
Merano jest umiejscowione na odcinku doliny Adygi tradycyjnie zwanym Burggrafenamt (Burgraviato). Leży w zagłębieniu otoczonym przez szczyty pasm Texelgruppe, Sarntaler Alpen i wschodniej części pasma Gruppo Ortles-Cevedale.

## Historia
W czasach starożytnego Rzymu na dzisiejszym obszarze miasta Meran znajdowała się osada Castrum Maiense. Pierwsza wzmianka o samym mieście pod nazwą Mairania pojawiła się w dokumencie z 857, przyznającym biskupowi diecezji Chur kilka dóbr ziemskich w jego okolicy. We wczesnym średniowieczu miasto zyskało na znaczeniu i w 1317 r. zostało stolicą zarządzanego przez hrabiów Tyrolu. Oficjalnie pozostawało nią do 1420, kiedy to przeniesiono krajowy dwór książęcy do Innsbrucka (formalnie Meran pełnił jednak funkcję stolicy Tyrolu aż do 1849). Fakt ten zapoczątkował stopniowy upadek miasta, który dodatkowo pogłębiło przeniesienie w 1477 r. książęcej mennicy do Hall. Dotychczas dobrze prosperujący Meran z trudem wytrzymywał rosnącą konkurencję ze strony Bozen i Innsbrucka, które zaczęły odgrywać coraz ważniejszą rolę w handlu i komunikacji.
Dzięki rozwijającej się od lat 30. XIX wieku turystyce Meran zyskał większe, ponadregionalne znaczenie. Z kolei 1836 rok jest uważany za początek Meranu jako miasta udrowiskowego. To wtedy wiedeński lekarz Johann Huber w kilku swoich publikacjach zwrócił uwagę na łagodny, śródziemnomorski klimat i czyste powietrze miasta, co miało szczególnie umożliwić leczenie chorób płuc. Najpóźniej od 1855 r. można mówić o Meranie jako prężnie działającym kurorcie, odwiedzanym przez szlachtę, wyższą burżuazję oraz różne inne znane osobistości - dwukrotnie gościem uzdrowiska była cesarzowa Austrii Sisi.
Punktem zwrotnym w historii miasta był koniec I wojny światowej w 1918, kiedy to region, w którym się znajdowało, Tyrol Południowy był okupowany, zaś później anektowany przez Włochy. Po dojściu do władzy w tym państwie faszystów Meran w przeciwieństwie do Bozen czy Brixen nie został objęty intensywnym procesem italianizacji, przez co nacisk na mieszkańców by dokonali wyboru między asymilacją, a emigracją był znacznie niższy niż w innych częściach regionu.
Po rozpoczęciu II wojny światowej, we wrześniu 1939 r. miała miejsce deportacja żydowskiej ludności miasta. Przez cały okres trwania tego konfliktu Meran pełnił funkcję miasta-lazaretu.
Po jego zakończeniu, w latach 1945–1947 w mieście w celach leczniczych przebywało około 15 tysięcy Żydów, którzy przeżyli Holocaust W późniejszych latach Meran ponownie stał się znaczącym uzdrowiskiem, co ostatecznie przyczyniło się do ukształtowania go jako ważnego ośrodka turystycznego. W XIX w. na cmentarzu w Merano znajdowało się wiele mogił polskich emigrantów.

## Demografia
Według spisu statystycznego z 1991 r. liczba mieszkańców gminy Merano wynosiła 33 504 osoby, spis z 2001 r. ustalił tę liczbę na 33 656, zaś ten z 2011 r. na 37 368.
Zgodnie z wynikami spisu z 2001 r. język niemiecki był językiem ojczystym dla 51,50%, włoski dla 48,01%, a ladyński dla 0,49% mieszkańców. Z kolei spis z 2011 r. wykazał, że ludność niemieckojęzyczna stanowiła 50,47% liczby mieszkańców, włoskojęzyczna 49,06%, zaś ladyńskojęzyczna 0,47%.

## Transport
W mieście znajduje się stacja kolejowa obsługująca połączenia na liniach Bolzano-Merano i Merano-Mals.

## Sport
W mieście działa klub hokeja na lodzie HC Merano.
Miasto trzykrotnie było gospodarzem mistrzostw świata w kajakarstwie górskim: w 1953, w 1971 i w 1983.
W 1981 r. w Merano został rozegrany mecz o mistrzostwo świata w szachach pomiędzy Anatolijem Karpowem, a Wiktorem Korcznojem.

## Miasta partnerskie

Panorama Merano

- Girona
- Salzburg